# Floriano Peixoto

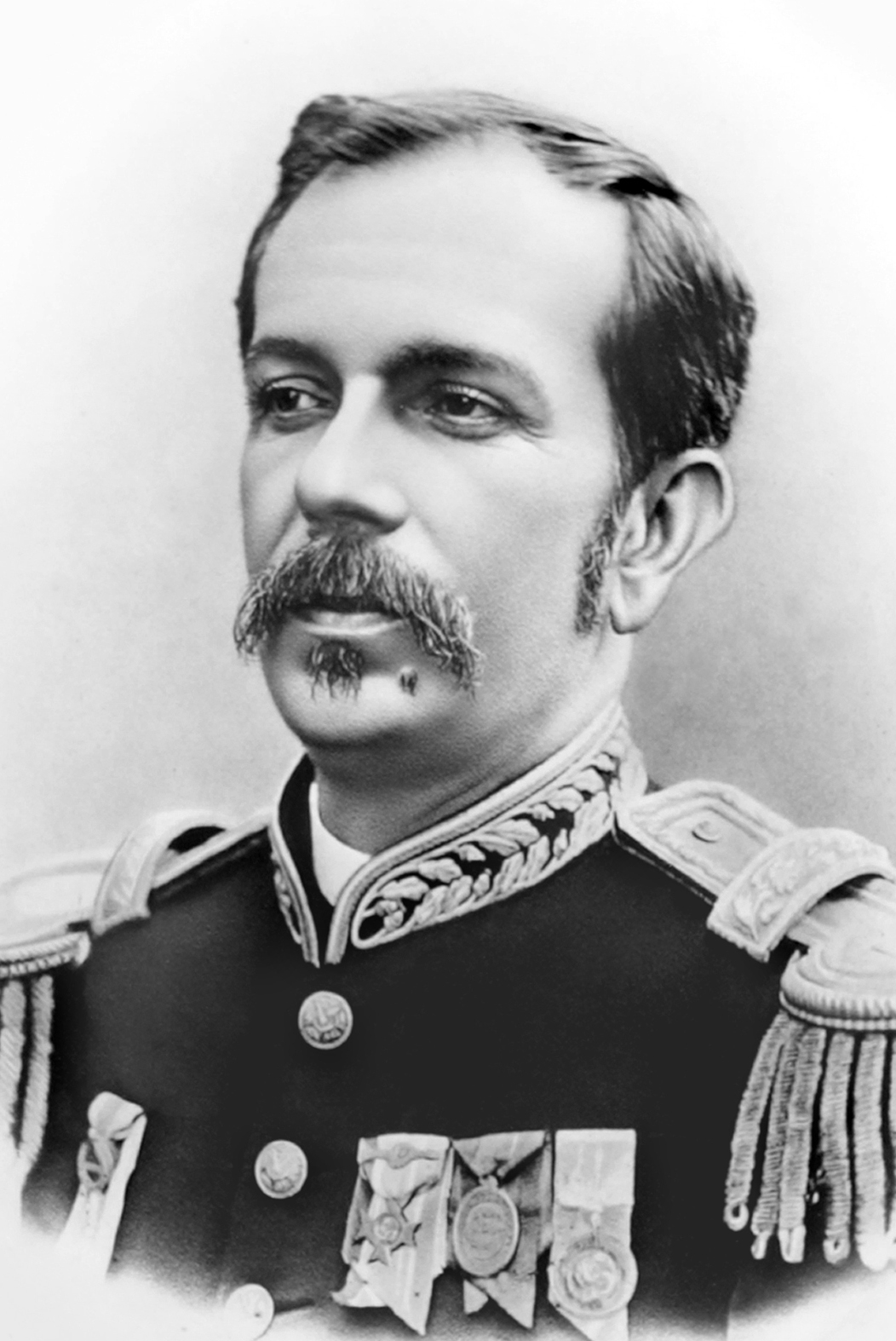
Floriano Vieira Peixoto, um 1891

Floriano Vieira Peixoto (* 30. April 1839 in  Maceió; † 29. Juni 1895 in Barra Mansa) war ein brasilianischer Politiker und Militär.

## Leben
Peixoto wurde in der Zuckermühle Riacho Grande im Distrikt Ipioca, heute ein Stadtteil von Maceió, geboren. Er wurde an der kaiserlichen Militärschule ausgebildet. 1863 nahm er am Krieg gegen Paraguay teil und wurde bald zum Oberstleutnant befördert.
1884 wurde er Präsident der Provinz Mato Grosso, 1888 Feldmarschall und 1889 Generaladjutant der Armee und unterstützte daraufhin den republikanischen Umsturz.
Peixoto wurde im April 1890 der erste Kriegsminister der Republik und im Februar 1891 deren Vizepräsident.
Von November 1891 bis November 1894 war er der zweite Präsident Brasiliens.
Nach Peixoto wurde 1893 die brasilianische Stadt Florianópolis benannt.

## Präsidentschaft

### Beginn
Als sein Vorgänger Manuel Deodoro da Fonseca gegen ein vom Kongress beschlossenes Gesetz sein Veto einlegte, erklärte dieser das Veto für ungültig, worauf der Präsident im November 1891 ohne gesetzliche Berechtigung den Kongress auflöste und den Belagerungszustand über Rio de Janeiro verhängte. Mehrere der Bundesstaaten erhoben sich und drohten mit Lossagung von der Union, darunter namentlich Rio Grande do Sul, falls Fonseca nicht von der angemaßten Diktatorstellung zurückträte. Diesem Verlangen schlossen sich am 23. November auch die Marine und ein Teil des Landheers unter den Admiralen Custodio de Mello und Wandenkolk an. Um den Bürgerkrieg zu vermeiden, übertrug Fonseca seine Vollmachten in die Hände des Vizepräsidenten, General Floriano Peixoto. In dieser Zeit, als die Wiederherstellung des Kaisertums in Brasilien nicht unmöglich erschien, starb der frühere Kaiser Dom Pedro am 5. Dezember in Paris.

### Unruhige Zeiten
Auch unter Peixoto kam die Erste Brasilianische Republik nicht zur Ruhe. Hier und da entstanden in den Bundesstaaten Aufstände, namentlich 1892 und 1893 in Mato Grosso und Rio Grande do Sul. In Rio de Janeiro selbst rebellierte am 6. September 1893 die Marine unter Admiral Custodio de Mello, als Peixoto eine Gesetzesvorlage, der zufolge ein Vizepräsident nicht Präsident der Republik werden dürfe, mit seinem Veto belegte. Die Flotte in der Bucht von Rio begann am 14. September ein Bombardement auf die Hauptstadt und ihre Forts. Im November gelang es de Mello auf dem Panzerschiff „Aquidaban“ die Bucht zu verlassen. Er wollte den Aufstand in den südlichen Staaten organisieren, während Saldanha da Gama den Befehl in der Bucht führte.
Inzwischen hatte Peixoto in den Vereinigten Staaten Schiffe ankaufen und ausrüsten lassen. Als diese am 13. März 1894 in der Bucht von Rio eintrafen, unterwarfen sich die Aufständischen, da Gama flüchtete auf ein portugiesisches Kriegsschiff. De Mello blieb im Süden erfolglos und ergab sich, als der „Aquidaban“ bei Desterro von einem Torpedoboot versenkt worden war, mit dem Rest seiner Leute am 16. April in Buenos Aires den argentinischen Behörden. Noch während des Aufstandes war am 1. März Prudente José de Morais e Barros für die am 15. Oktober 1894 beginnende Amtsperiode zum Präsidenten der Republik gewählt worden.

### Bewertung
Durch seine Reformpolitik auf politischem (Wiedereinsetzung des Parlaments, Wiederherstellung der verfassungsmäßigen Garantien und eine stärkere Zentralisierung) und wirtschaftlichem Gebiet (Kreditvergabe an die Wirtschaft, Schutzzölle, Mietsenkungen) gelang es Floriano Peixoto, trotz des Widerstandes monarchistischer Militärs, die Republik zu konsolidieren. In der brasilianischen Geschichtswissenschaft wird diese Politik und ihre Epoche als Florianismo bezeichnet.